# Благодать (Орловская область)
Благодать — деревня в Новодеревеньковском районе Орловской области России. 
Входит в Старогольское сельское поселение в рамках организации местного самоуправления и в Старогольский сельсовет в рамках административно-территориального устройства.

## География
Расположена в 33 км к северо-востоку от райцентра, посёлка городского типа Хомутово, и в 112 км к востоку от центра города Орёл.

## Население
| 2002 | 2010 |
| ---- | ---- |
| 286  | ↘236 |

Согласно результатам переписи 2002 года, в национальной структуре населения русские составляли 83 % от жителей.